# Mattias Erlander
Mattias Erlander, född 3 april 1987, är en svensk före detta professionell ishockeymålvakt.
Han spelade en match för Modo Hockey i Elitserien säsongen 2006/07, samma säsong som Modo vann SM-guld.